# Smokin (album)
Smokin is het eerste album van gitarist Jonny Lang, zelfstandig uitgegeven onder de naam Kid Jonny Lang & The Big Bang in 1995.

## Tracklist
1. Louise (Lang, Langseth) – 4:23
2. Changes (Larsen) – 3:17
3. Lovin'  My Baby (Lang) – 3:10
4. I Love You the Best (Lang) – 4:03
5. Nice & Warm (Benoit) – 7:43
6. It's Obdacious (Johnson) – 3:18
7. Sugarman (Hayes) – 4:12
8. "E" Train (Larsen, Larsen, Larsen) – 4:11
9. Too Tired (Collins) – 3:15
10. Smokin (Lang, Larsen, Larsen) – 3:45
11. Malted Milk (Johnson) – 3:17

## Bezetting
- "Kid" Jonny Lang - zang, gitaar
- Ted "Lightnin' Boy" Larsen - gitaar, achtergrondzang
- Michael Rey Larsen - drums, achtergrondzang
- Jeff Hayes - basgitaar, achtergrondzang
- Steve Cropper - gitaar